# Mimosa hapaloclada
Mimosa hapaloclada är en ärtväxtart som beskrevs av Gustaf Oskar Andersson Malme. Mimosa hapaloclada ingår i släktet mimosor, och familjen ärtväxter. Inga underarter finns listade i Catalogue of Life.